# Supplanaxis nucleus
Supplanaxis nucleus is een slakkensoort uit de familie van de Planaxidae. De wetenschappelijke naam van de soort is voor het eerst geldig gepubliceerd in 1789 door Bruguière.